# The State of Mind Report
The State of Mind Report – szósty studyjny album polskiej grupy Acid Drinkers, wydany w kwietniu 1996 r. przez Polton / Warner Music Poland.

## Lista utworów
Opracowano na podstawie materiału źródłowego. Wszystkie teksty i kompozycje autorstwa zespołu Acid Drinkers, poza wyszczególnionymi wyjątkami.
| Nr  | Tytuł utworu                    | Tekst                    | Muzyka                   | Długość |
| --- | ------------------------------- | ------------------------ | ------------------------ | ------- |
| 1.  | „Private Eco”                   |                          |                          | 3:26    |
| 2.  | „Two Be One”                    |                          |                          | 4:20    |
| 3.  | „24 Radical Questions”          |                          |                          | 4:20    |
| 4.  | „Solid Rock”                    |                          |                          | 5:16    |
| 5.  | „United Suicide Legion”         |                          |                          | 6:04    |
| 6.  | „Pump The Plastic Heart”        |                          |                          | 5:32    |
| 7.  | „Maximum Overload”              |                          |                          | 4:30    |
| 8.  | „Solid Rock Part II”            |                          |                          | 4:38    |
| 9.  | „Wild Thing” (cover The Troggs) | Taylor                   | Taylor                   | 3:00    |
| 10. | „Walkway to Heaven”             | Friedrich, Pospieszalski | Friedrich, Pospieszalski | 5:53    |
|     |                                 |                          |                          | 46:59   |

| Wydanie z 1998 roku – bonusowe utwory | Wydanie z 1998 roku – bonusowe utwory                          | Wydanie z 1998 roku – bonusowe utwory |
| Nr                                    | Tytuł utworu                                                   | Długość                               |
| ------------------------------------- | -------------------------------------------------------------- | ------------------------------------- |
| 1.                                    | „Slow and Stoned (Method of Yonash)” (Bonarowski Mix Gitarowy) | 3:39                                  |
| 2.                                    | „Slow and Stoned (Method of Yonash)” (Hrohomyloh Mix)          | 3:46                                  |
| 3.                                    | „Slow and Stoned (Method of Yonash)” (Versya Spoko)            | 4:29                                  |
|                                       |                                                                | 11:54                                 |

| Wydanie z 2008 roku i późniejsze – bonusowe utwory koncertowe | Wydanie z 2008 roku i późniejsze – bonusowe utwory koncertowe | Wydanie z 2008 roku i późniejsze – bonusowe utwory koncertowe | Wydanie z 2008 roku i późniejsze – bonusowe utwory koncertowe | Wydanie z 2008 roku i późniejsze – bonusowe utwory koncertowe |
| Nr                                                            | Tytuł utworu                                                  | Tekst                                                         | Muzyka                                                        | Długość                                                       |
| ------------------------------------------------------------- | ------------------------------------------------------------- | ------------------------------------------------------------- | ------------------------------------------------------------- | ------------------------------------------------------------- |
| 1.                                                            | „Two Be One” (live)                                           |                                                               |                                                               | 4:08                                                          |
| 2.                                                            | „Seek and Destroy” (live, cover Metalliki)                    | James Hetfield                                                | James Hetfield, Lars Ulrich                                   | 3:22                                                          |
| 3.                                                            | „Wild Thing” (live, cover The Troggs)                         |                                                               |                                                               | 3:05                                                          |
|                                                               |                                                               |                                                               |                                                               | 10:35                                                         |

## Twórcy
Opracowano na podstawie materiału źródłowego.
| Zespół Acid Drinkers w składzie - Tomasz „Titus” Pukacki – wokal, gitara basowa, gitara (9), perkusja (9) - Robert „Litza” Friedrich – gitara, wokal (4, 8), opracowanie okładki - Dariusz „Popcorn” Popowicz – gitara - Maciej „Ślimak” Starosta – perkusja, wokal | Inni muzycy - Lori Wallett – wokal (10) - Steve Wallett – chórki (6,10) - Tomasz Budzyński – chórki (8) - Dariusz Malejonek – chórki (8) - o. Dariusz Cichor – chórki (8) - Jacek Dziki – chórki (8) - The Stawski Orchestra (10) - Michał Kulenty – flet (10) - Marcin Pospieszalski – bas i aranżacja smyczków (10) | Dodatkowy personel - Adam Toczko – realizacja nagrań - Tomasz Bonarowski – realizacja nagrań - Grzegorz Piwkowski – masterowanie - Andrzej Kurczak – opracowanie graficzne - Ewa Ludmiła Fedan – opracowanie okładki - Zygmunt Tomala – opracowanie okładki - Paweł Nowicki – opracowanie okładki - Piotr Stańczak – zdjęcie na okładkę |

## Trasa State of Mind Report
To trasa koncertowa zespołu Acid Drinkers w 1996 roku promująca album The State of Mind Report. Trasa odbyła się w czerwcu w 16 miastach w Polsce, rozpoczęła się w Gdańsku, a zakończyła w Poznaniu. Koncerty Acid Drinkers poprzedzały formacji Tuff Enuff i Corozone.
| Lista miast w ramach Trasy State of Mind Report |
| --- |
| - 09.06. Gdańsk - 10.06. Szczecin - 11.06. Wrocław - 12.06. Bydgoszcz - 13.06. Toruń - 14.06. Białystok - 15.06. Biała Podlaska - 16.06. Warszawa - 17.06. Łódź - 18.06. Lublin - 19.06. Rzeszów - 20.06. Krosno - 21.06. Katowice - 22.06. Kraków - 23.06. Kalisz - 25.06. Poznań |